# Phare d'Antifer
Le phare d'Antifer est situé sur le cap d'Antifer près d'Étretat, en Seine-Maritime, sur la commune de La Poterie-Cap-d'Antifer.

## Description
La phare d'Antifer est une tour octogonale à faces incurvées de 37,90 mètres de hauteur au-dessus du sol et culminant à 140 mètres au-dessus du niveau de la mer. Le phare fait office de signal lumineux, de radiophare et de signal sonore.

## Histoire

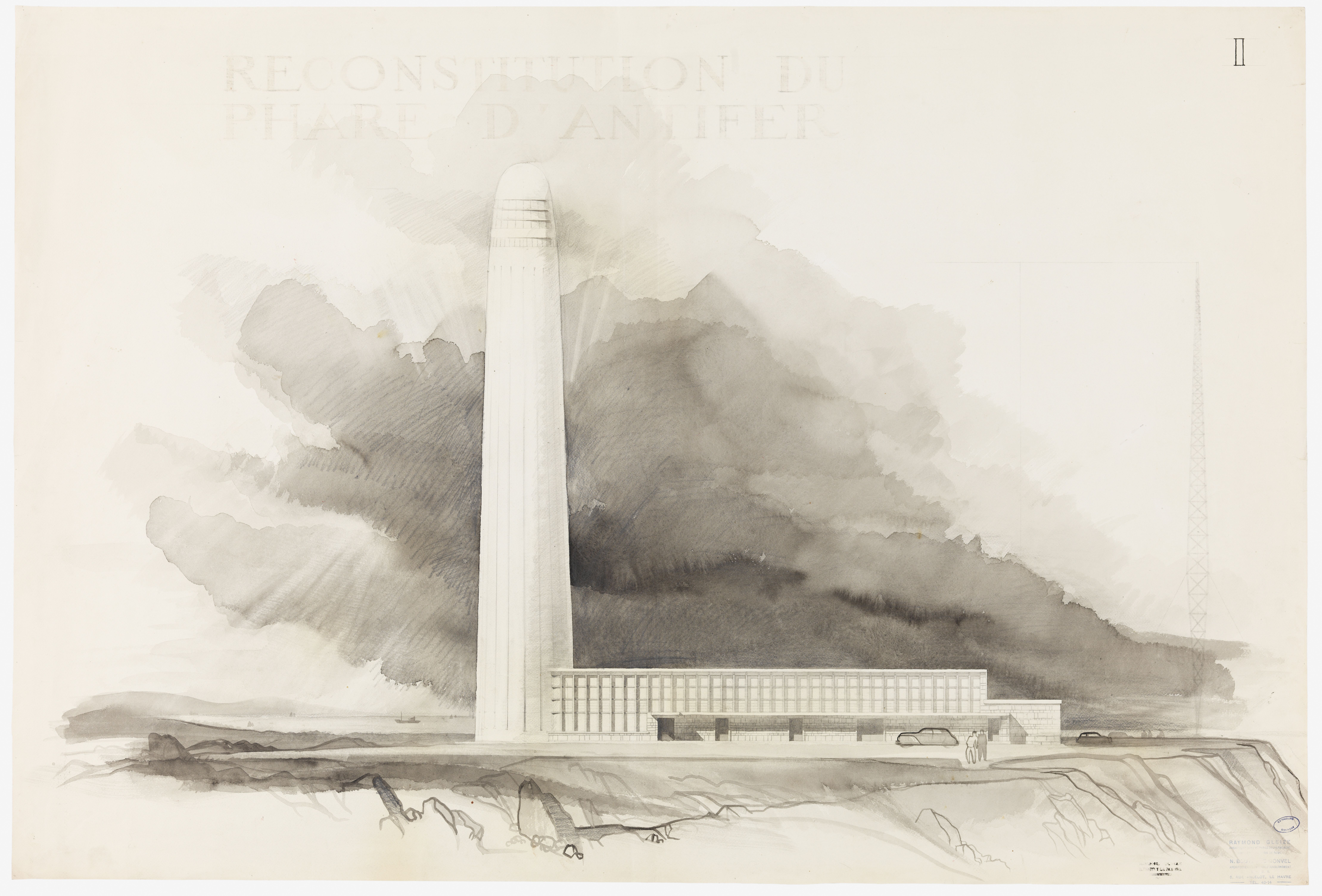
Reconstitution du phare d'Antifer. Élévation par Raymond GLEIZE

La construction du phare d'Antifer est décidée par la Commission des phares en 1890 dans le but de signaler le cap éponyme et de faciliter l'accès au port du Havre, situé à une vingtaine de kilomètres plus au sud.
Un premier édifice est construit en 1894. Il s'agit d'une tour en pierre de taille haute de 22,20 mètres et accueillant une optique hyper-radiante, qui n'équipe alors que dix phares dans le monde dont un seul en France. La portée du phare est de 31 miles (50 km) après son électrification en 1926. 
Durant la Seconde Guerre mondiale, le phare est occupé par l'armée allemande qui le détruit en septembre 1944 lors de l'offensive alliée qui suit le débarquement en Normandie.
L'édifice actuel est construit de 1949 à 1955 pour remplacer l'ancien phare. Pour anticiper le recul de la falaise dû à l'érosion, il est érigé à 30 mètres au sud-est de l'ancien ; l'emplacement de l'ancien phare n'est aujourd'hui plus qu'un gouffre d'éboulis.
Automatisé et non gardienné, il se visite pendant l'été dans le cadre de promenades découvertes paysage organisées par la commune de la Poterie d'Antifer.